# Bakháza
Bakháza là một thị trấn thuộc hạt Somogy, Hungary. Thị trấn này có diện tích 5,92 km², dân số năm 2010 là 196 người, mật độ 33 người/km².